# أركان عبادي
أركان الشيخ عبادي هو سياسي عراقي شغل مناصب وزارية خلال العهد الملكي في العراق، ولد عام 1915 وتوفي عام 1969.
ينحدر أركان الشيخ عبادي من أسرة آل بو هدلة التي تنتمي إلى قبيلة فتلة المعروفة، ودرس العلوم السياسية والاقتصاد في جامعات بريطانيا.
انتخب نائبا عن لواء الديوانية في مجلس النواب العراقي منذ عام 1947 وحتى عام 1958، وقد انتخب أيضا نائبا لرئيس مجلس النواب، ثم أصبح عضوا في المجلس الاتحادي الهاشمي الذي تأسس بعد اعلان الاتحاد بين العراق والأردن 1958. كان من أنصار نوري السعيد وعضوا في حزبه «حزب الاتحاد الدستوري».
شغل منصب وزير بلا وزارة في وزارة محمد فاضل الجمالي الأولى ثم عين بمنصب وزير الشؤون الاجتماعية في وزارته الثانية وشغل هذا المنصب الوزاري كذلك في وزارتي علي جودت الأيوبي الثالثة وعبد الوهاب مرجان.
وله الفضل الكبير في السيطرة على فيضان عام 1954 ومساعدة المنكوبين.

## كتب عنه
- كتاب: أركان عبادي.. أحد رواد بناء الدولة العراقية 1915- 1969، للمؤلفين الدكتور سنان صادق حسين الزيدي والدكتور خليل حمود عثمان الجابري[2]